# Клайн-Оффензет-Шпарриесхоп
Клайн-Оффензет-Шпарриесхоп (нем. Klein Offenseth-Sparrieshoop) — община в Германии, в земле Шлезвиг-Гольштейн. 
Входит в состав района Пиннеберг. Подчиняется управлению Эльмсхорн-Ланд.  Население составляет 2900 человек (на 31 декабря 2010 года). Занимает площадь 16,92 км².